# 邱子瀚
邱子瀚（1991年1月17日—），山东济南人，中国男子羽毛球运动员。畢業於山东体育大学。

## 簡歷
2010年4月，邱子瀚夥拍田卿參加在新德里舉行的亞洲羽毛球錦標賽，贏得混合雙打季軍。

### 嶄露頭角
邱子瀚與刘小龙的組合在2013年度取得了重大的進步。年初，他們打進了德國黃金大獎賽決賽，僅負於隊友屈居亞軍；3月，他們轉戰全英首要超級賽，先後淘汰多對種子選手，最後奪得冠軍；在接下来的印度超级赛，他俩再次夺冠，世界排名也迅速升至第六位。一連串国际赛场上的表现令人刮目相看，連中国队总教练李永波亦對他們赞不绝口，认为他们的打法很先进，用速度和勇往直前的精神取得胜利，並指出他俩特別的发球和接发球环节的技术风格，往往使他們能在关键局取得勝利。
2013年5月，邱子瀚入選馬來西亞舉行的蘇迪曼盃的最終陣容。首次参加团体大赛的“子龙组合”在決賽取代了“风云组合”的位置，並击败世界排名第二的韩国组合高成炫 / 李龍大，除助中国队成功衛冕外，也为個人取得首個世界冠軍頭銜。

### 2013年世錦賽
2013年8月，邱子瀚參加中國廣州舉行的世界羽毛球錦標賽，分別與包宜鑫和刘小龙出戰混合雙打及男子雙打項目。在混合雙打方面，他與包宜鑫位列15號種子，在首圈輪空，但在第二圈就以0比2（16-21、19-21）不敵队友陶嘉明/汤金华出局。而男雙方面，他與刘小龙則7號種子身分出戰，在首圈輪空後，第二圈即以2比0擊敗日本的橋本博且/平田典靖晉級；但在第三圈就以0比2（19-21、15-21）不敵10號種子、印尼的安加·普拉塔玛/利安·阿刚·萨普特拉，16強止步。

## 主要比賽成績
只列出曾進入準決賽的國際賽事成績：
| 年份   | 賽事                     | 公開賽級別 | 項目     | 拍檔   | 成績   |
| ------ | ------------------------ | ---------- | -------- | ------ | ------ |
| 2009年 | 菲律賓羽毛球黃金大獎賽   | 黃金大獎賽 | 混合雙打 | 邓羽婷 | 準決賽 |
| 2010年 | 亞洲羽毛球錦標賽         | 其他       | 混合雙打 | 田卿   | 銅牌   |
| 2010年 | 韓國羽毛球大獎賽         | 大獎賽     | 男子雙打 | 刘小龙 | 準決賽 |
| 2011年 | 加拿大羽毛球大獎賽       | 大獎賽     | 男子雙打 | 刘小龙 | 亞軍   |
| 2011年 | 碧特博格羽毛球黃金大獎賽 | 黃金大獎賽 | 男子雙打 | 刘小龙 | 亞軍   |
| 2012年 | 泰國羽毛球黃金大獎賽     | 黃金大獎賽 | 男子雙打 | 刘小龙 | 冠軍   |
| 2012年 | 中國羽毛球大師賽         | 超級賽     | 混合雙打 | 汤金华 | 亞軍   |
| 2012年 | 法國羽毛球超級賽         | 超級賽     | 混合雙打 | 包宜鑫 | 亞軍   |
| 2012年 | 香港羽毛球超級賽         | 超級賽     | 男子雙打 | 刘小龙 | 準決賽 |
| 2013年 | 德國羽毛球黃金大獎賽     | 黃金大獎賽 | 男子雙打 | 刘小龙 | 亞軍   |
| 2013年 | 全英羽毛球首要超級賽     | 首要超級賽 | 男子雙打 | 刘小龙 | 冠軍   |
| 2013年 | 印度羽毛球超級賽         | 超級賽     | 男子雙打 | 刘小龙 | 冠軍   |
| 2013年 | 蘇迪曼盃                 | 其他       | 混合團體 | －     | 金牌   |
| 2013年 | 中國羽毛球大師賽         | 超級賽     | 男子雙打 | 刘小龙 | 準決賽 |
| 2013年 | 東亞運動會羽毛球比賽     | 其他       | 男子團體 | －     | 金牌   |
| 2013年 | 法國羽毛球超級賽         | 超級賽     | 男子雙打 | 刘小龙 | 準決賽 |
| 2014年 | 印度羽毛球超級賽         | 超級賽     | 男子雙打 | 刘小龙 | 亞軍   |
| 2014年 | 湯姆斯盃                 | 其他       | 男子團體 | －     | 銅牌   |
| 2014年 | 亞洲運動會羽毛球比賽     | 其他       | 男子團體 | －     | 銀牌   |
| 2014年 | 香港羽毛球超級賽         | 超級賽     | 男子雙打 | 刘小龙 | 亞軍   |
| 2015年 | 澳洲羽毛球超級賽         | 超級賽     | 男子雙打 | 刘小龙 | 準決賽 |
| 2015年 | 世界羽毛球錦標賽         | 其他       | 男子雙打 | 刘小龙 | 銀牌   |

| 2007-2017年 | 首要超級賽 | 超級賽 | 黃金大獎賽 | 大獎賽 | 國際挑戰賽 | 國際系列賽 | 未來系列賽 | 其他 |

| 2018-2026年 | 總決賽 | 超級1000賽 | 超級750賽 | 超級500賽 | 超級300賽 | 超級100賽 | 國際挑戰賽 | 國際系列賽 | 未來系列賽 | 其他 |

### 世界冠軍頭銜
邱子瀚在羽毛球生涯中共奪得1項羽毛球世界冠軍頭銜。
| 賽事     | 奪冠次數 | 年份               |
| -------- | -------- | ------------------ |
| 蘇迪曼杯 | 1        | 2013年（混合團體） |
| 總計     | 1        |                    |

### 奧運會和世錦賽參賽紀錄
|          | 搭檔   | 2011 | 2012 | 2013 | 2014 | 2015 |
| -------- | ------ | ---- | ---- | ---- | ---- | ---- |
| 男子雙打 | 刘小龙 | 32強 | －   | 16強 | 8強  | 亞軍 |
|          |        |      |      |      |      |      |
| 混合雙打 | 包宜鑫 | －   | －   | 32強 | －   | －   |